# Trachea bipectinata
Trachea bipectinata är en fjärilsart som beskrevs av Emilio Berio 1976/77. Trachea bipectinata ingår i släktet Trachea och familjen nattflyn. Inga underarter finns listade i Catalogue of Life.